# Franciszek Piper
Franciszek Piper (nacido en 1941) es un erudito, historiador y autor polaco. La mayor parte de su obra se refiere al Holocausto, especialmente a la historia del campo de concentración de Auschwitz  Se acredita al Dr. Piper como uno de los historiadores que ayudó a establecer un número más preciso de víctimas de los campos de exterminio de Auschwitz-Birkenau. Según su investigación, al menos 1,1 millones de personas fueron asesinadas en Auschwitz-Birkenau, de las cuales unas 960.000 eran judías. Es autor de varios libros y presidente del Departamento Histórico del Museo Estatal de Auschwitz-Birkenau.